# (5690) 1992 EU
Az (5690) 1992 EU a Naprendszer kisbolygóövében található aszteroida. Ueda és Kaneda fedezte fel 1992. március 7-én.